# Sirusho
Sziranus Harutjunján, örményül: Սիրանուշ Հարությունյան, művésznevén: Sirusho (Jereván, 1987. január 7. – ) örmény énekesnő, zeneszerző, ékszerész. Ő képviselte Örményországot a 2008-as Eurovíziós Dalfesztiválon, Belgrádban, a Qele qele című dalával.

## Magánélete
Sirusho Jerevánban született 1987. január 7-én, édesanyja, Szjuzan Margarján a 80-as és 90-es évek egyik legnépszerűbb énekesnője volt Örményországban, míg édesapja, Hracsja Harutjunján színész és rendező. Hét éves korában kezdett saját dalokat írni örmény és angol nyelven, emellett zongorázik. A Jereváni Állami Egyetemen diplomázott nemzetközi tanulmányok szakon.

## Pályafutása

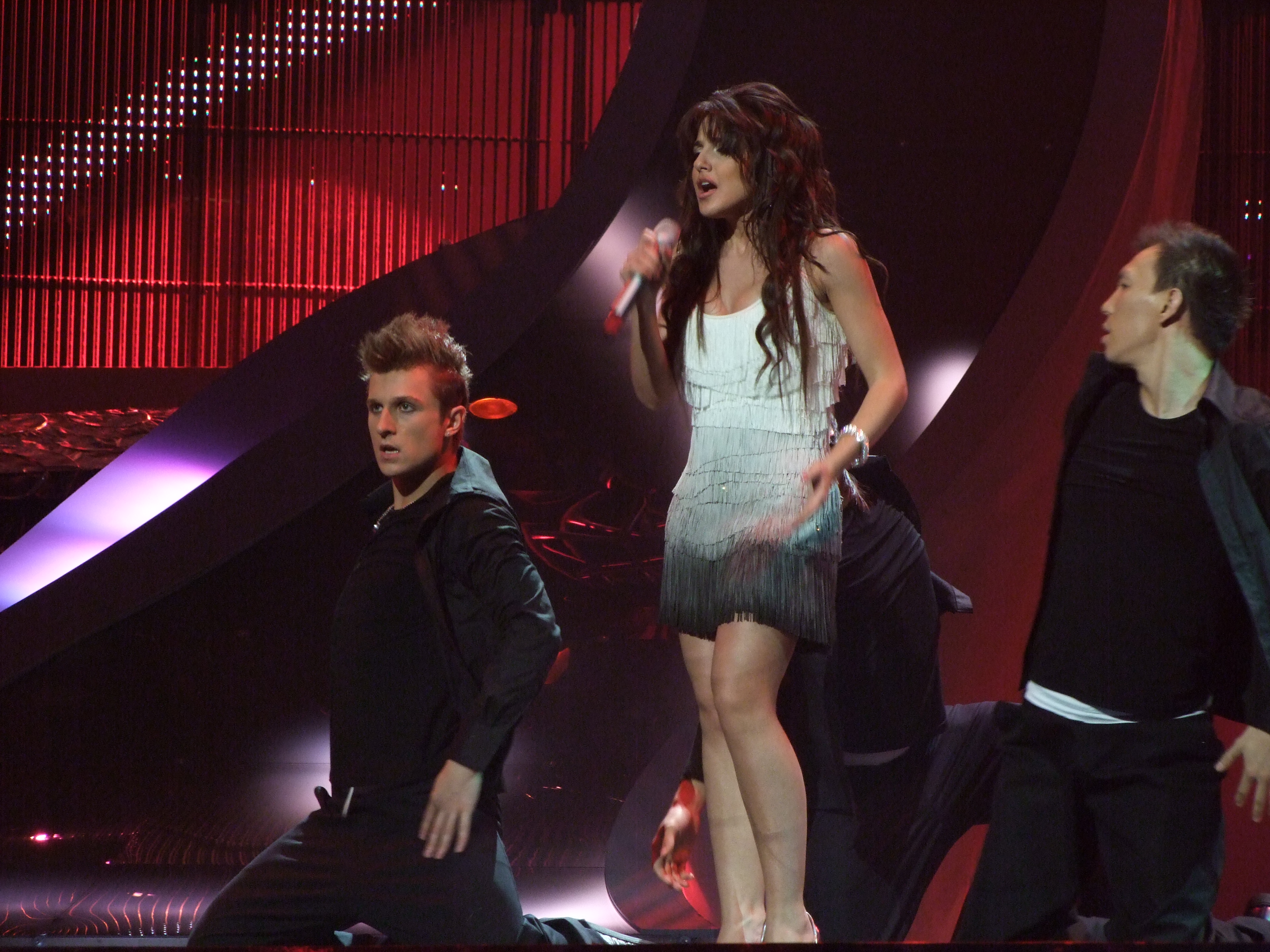
Az Eurovíziós Dalfesztiválon

2007. november 15-én az Örmény Közszolgálati Televízió bejelentette, hogy az énekesnőt választották ki, hogy képviselje Örményországot a következő Eurovíziós Dalfesztiválon. A március 8-án rendezett dalválasztó műsorban a nézők szavazatai alapján a Qele qele című dal kapta a legtöbb szavazatot, így ez a szerzemény képviselhette Örményországot. Az Eurovíziós Dalfesztiválon a dalt először a május 20-án rendezett első elődöntőben adta elő. A dal második helyezettként továbbjutott az elődöntőből a május 24-i döntőbe. A szavazás során összesítésben 199 ponttal (Belgiumtól, Csehországtól, Franciaországtól, Grúziától, Görögországtól, Hollandiától, Lengyelországtól és Oroszországtól maximális pontot kapott) a verseny negyedik helyezettje lett, ezzel megszerezve az ország legjobb Eurovíziós helyezését. 2014-ben az örmény Eurovíziós képviselő, Aram Mp3 dala, a Not Alone szintén negyedik helyen végzett. A dalfesztivál után bejelentették, hogy az énekesnő nyerte a Marcel Bezençon-díj rajongói díját. Dala a verseny után Európa-szerte felkapott lett, leginkább Görögországban.
2009-ben a 2008-as Eurovízió izraeli és a szerb résztvevőivel közös dalt adott ki Time To Pray címmel, amelynek szövegét Simon Peresz, Izrael elnöke írta. 2010 februárjában az örmény eurovíziós nemzeti döntőben adta elő legújabb dalát, a Havatum em-et.
Február végén meghívást kapott Máltára, a máltai eurovíziós válogató döntőjében is előadta legújabb dalát, szerepelt a helyi televíziós műsorokban, és részt vett a máltai éves jótékonysági szervezetben.
2011. December 3-án az Örményországban megrendezett Junior Eurovíziós Dalfesztiválon meghívott előadóként énekelte el a dalát.
2012-ben megjelent PreGomesh című dala, amely inspirálta, hogy piacra dobjon azonos nevű, kézzel készített ezüst ékszereket, amely az örmény kultúrát, kézműves mesterséget és modern divatirányzatokat képvisel.

## Diszkográfia

### Stúdióalbumok
- Sirusho (2000)
- Sheram (2005)
- Hima (2007)
- Havatum Em (2010)
- Armat (2016)

### Kislemezek
- Shorora (2005)
- Sery Mer (2005)
- Mayrik (2006)
- Heranum (2006)
- Hima (2007)
- Mez Vochinch Chi Bajani (2007)
- Qele qele (2008)
- Erotas (2009)
- Havatum Em (2010)
- I Like It (2011)
- PreGomesh (2012)
- Antarber Ashkhar (2014)
- Where were you (2015)
- Mi togh indz Menak (2016)
- Zartonq (2016)
- Der Zor (2016)
- Vuy Aman (2017)
- Tightrope Walking (2019)
- Summer Love: Vuy Aman (2019)
- Zoma Zoma (2019)
- Yare Mardun Yara Kuta (2020)
- Mayrik (2020)
- Vision (2020)
- Nothing Matters (2021)
- First Time (2021)
- Body on Body (2021)
- Es U Du (2021)

### Közreműködések
- Arjani e (2007, Sofi Mkheyan)
- Time to Pray (2009, Boaz és Jelena Tomašević)
- Alphabet (2009, Arsen Grigoryan)
- See (2013, Sakis Rouvas)
- Tariner (2014, Harout Pamboukjian)
- Stay (2021, Alexander Rybak)
- i love you (2022, Asher Yelo)
- Let It Out (2021, RedOne)